# Biografielijst Ah

## Aha
- Achmed Ahahaoui (1983), Nederlands voetballer
- Lahcen Ahansal (1973), Marokkaans ultraloper
- Mohamad Ahansal (1973), Marokkaans ultraloper

## Ahd
- Mehboba Ahdyar (1988 of 1989), Afghaans atlete

## Ahe
- Tim Ahearne (1885-1968), Brits atleet
- Bertie Ahern (1951), Iers premier
- Caroline Aherne (1963-2016), Brits actrice

## Ahi
- Fouad Ahidar (1973), Vlaams politicus
- Ahmadou Babatoura Ahidjo (1924-1989), president van Kameroen

## Ahl
- Ria Ahlers (1954), Nederlands atlete
- Friedrich Ahlers-Hestermann (1883-1973), Duits kunstschilder en lithograaf
- Alexis Ahlgren (1887-1969), Zweeds atleet
- Kerstin Ahlgren (1953), Zweeds beeldhouwer, schilder en mozaïekkunstenaar
- Lars Ahlfors (1907-1996), Fins wiskundige
- Sven Ahlström (1966), Zweeds acteur

## Ahm
- Yasmin Ahmad (1958-2009), Maleisisch regisseur, scenarioschrijfster, producer en actrice
- Toyabali Ahmadali (1931), Surinaams politicus
- Mahmoud Ahmadinejad (1956), Iraans president
- Arne Åhman (1925-2022), Zweeds atleet
- Enaam Ahmed (2000), Brits autocoureur
- Iajuddin Ahmed (1931-2012), president van Bangladesh (2002-2009)
- Safia Ahmed-jan (1941-2006), Afghaans advocate en ambtenaar
- Ahmed I (1590-1617), sultan van Turkije (1603-1617)
- Ahmed II (1643-1695), sultan van Turkije (1691-1695)
- Ahmed III (1673-1736), sultan van Turkije (1703-1730)

## Ahn
- Ahn Hyun-soo (1985), Koreaans shorttracker
- Ahn Jung-hwan (1976), Zuid-Koreaans voetballer

## Aho
- Juhani Aho (1861-1921), Fins schrijver
- Murielle Ahouré (1987), Ivoriaans sprintster

## Ahr
- Jürgen Ahrend (1930-2024), Duits orgelbouwer
- Chris Ahrens (1976), Amerikaans roeier

## Aht
- Martti Ahtisaari (1937-2023), Fins president, diplomaat en Nobelprijswinnaar

## Ahu
- Ahuitzotl (+1502), koning der Azteken (1486-1502)